# Edin Terzić
Edin Terzić, né le 30 octobre 1982 à Menden, est un ancien footballeur germano-croate reconverti entraîneur.

## Biographie
Né le 30 octobre 1982 à Menden en Allemagne de l'Ouest de parents immigrés yougoslaves, Edin Terzić est un ancien footballeur amateur ayant évolué dans plusieurs clubs allemands en Rhénanie-du-Nord-Westphalie.
Alors qu'il joue encore dans un petit club de la ville d'Iserlohn, il entre en 2010 au Borussia Dortmund en tant que recruteur et entraîneur adjoint d'Hannes Wolf pour la catégorie des moins de 19 ans.
En février 2011, Hannes Wolf est nommé entraîneur de l'équipe réserve du Borussia Dortmund. Il le suit, toujours en tant qu'entraîneur adjoint.
Lors de l'été 2011, il suit encore une fois Hannes Wolf en tant qu'entraîneur adjoint, pour la catégorie des moins de 17 ans cette fois-ci.
En juin 2013, il est nommé entraîneur de la catégorie des moins de 16 ans du Borussia Dortmund, mais il renonce finalement deux semaines plus tard pour devenir l'adjoint de Slaven Bilić au Beşiktaş.
En août 2015, il suit Slaven Bilić, nommé entraîneur de West Ham United, toujours comme adjoint.
Lors de l'été 2018, il revient au Borussia Dortmund en tant qu'entraîneur adjoint de Lucien Favre.
Le 13 décembre 2020, il devient le nouvel entraîneur du Borussia Dortmund jusqu'à la fin de saison, à la suite du limogeage de Lucien Favre, après la défaite à domicile la veille face au VfB Stuttgart (1-5).
Le 15 décembre 2020, il dirige son premier match en tant qu'entraîneur du Borussia Dortmund face au Werder Brême (victoire 1-2). Le 13 mai 2021, il remporte la Coupe d'Allemagne de football après une large victoire (4-1) contre le RB Leipzig.
À la suite de son interim en tant qu'entraineur principal, il change de poste et est nommé directeur technique du Borussia Dortmund.
Un an après son départ en intérim en tant qu'entraîneur principal, il revient le 23 mai 2022 en tant qu'entraîneur principal du Borussia Dortmund.
Le 13 juin 2024, le Borussia Dortmund annonce son départ d'un commun accord.

## Statistiques
| 2020-2021             | Borussia Dortmund     | Bundesliga            | 3e                    | 23 | 14 | 3  | 6  | Coupe | Vainqueur | 5  | 5  | 0 | 0 | C1 | 1/4 f. | 4  | 1  | 1 | 2 | 32  | 20 | 4  | 8  |
| 2022-2023             | Borussia Dortmund     | Bundesliga            | 2e                    | 34 | 22 | 5  | 7  | Coupe | 1/4 f.    | 4  | 3  | 0 | 1 | C1 | 1/8 f. | 8  | 3  | 3 | 2 | 46  | 28 | 8  | 10 |
| 2023-2024             | Borussia Dortmund     | Bundesliga            | 5e                    | 34 | 18 | 9  | 7  | Coupe | 1/8 f.    | 3  | 2  | 0 | 1 | C1 | Fin.   | 13 | 7  | 3 | 3 | 50  | 27 | 12 | 11 |
| Sous-total            | Sous-total            | Sous-total            | Sous-total            | 91 | 54 | 17 | 20 | -     | -         | 12 | 10 | 0 | 2 | -  | -      | 25 | 11 | 7 | 7 | 128 | 75 | 24 | 29 |
| Total sur la carrière | Total sur la carrière | Total sur la carrière | Total sur la carrière | 91 | 54 | 17 | 20 | -     | -         | 12 | 10 | 0 | 2 | -  | -      | 25 | 11 | 7 | 7 | 128 | 75 | 24 | 29 |

## Palmarès

### Entraîneur
Borussia Dortmund
- Coupe d'Allemagne
  - Vainqueur : 2021